# Adeopapposaurus
Adeopapposaurus is een geslacht van plantenetende dinosauriërs uit de groep van de Sauropodomorpha dat tijdens het late Trias leefde in het gebied van het huidige Argentinië. De typesoort is Adeopapposaurus mognai.

## Vondst en naamgeving
In 1994 werden door een team onder leiding van Ricardo Nestor Martínez, en ondersteund door Oscar Alcober en Juan Pablo Milana, in de buurt van het stadje Mogna in de Argentijnse provincie San Juan, vier skeletten gevonden van "prosauropoden". In 2001 werden die in een dissertatie van Martínez beschreven en gedateerd in het vroegste Jura; hij schreef ze toe aan het geslacht Massospondylus als "Massospondylus mognai" — de dissertatie werd niet gepubliceerd en de naam werd daardoor nooit officieel: vandaar de aanhalingstekens. Een latere analyse wees uit dat die toewijzing onjuist was; informeel werd de vorm toen wel aangeduid als "Jachalsaurus milanai" of "milanensis", een verwijzing naar de stad San José de Jáchal in het departement Jáchal en de derde opgraver.
In 2009 werd de soort echter door Martínez benoemd als Adeopapposaurus mognai. De geslachtsnaam is afgeleid van het Latijnse adeo, "ver", en pappare, "schranzen", een verwijzing naar de lange nek van het dier, dat daardoor ver van de romp zijn kostje naar binnen werkte. De soortaanduiding verwijst naar Mogna.
De fossielen zijn gevonden in de Cañón del Colorado-formatie, in een laag die volgens nieuwe inzichten stamt uit het laatste Trias, eind Rhaetien, 200 miljoen jaar oud. Het tijdsverschil met de jurassische Massospondylus was een belangrijk motief een nieuw geslacht te benoemen.
Het holotype PVSJ 610, betreft een skelet met schedel van een volwassen dier van ongeveer vier meter lengte. Bewaard zijn gebleven: de complete schedel met onderkaken; de volledige wervelkolom van nek, rug en heiligbeen; een reeks van negen staartwervels; de schoudergordel, de voorpoten, delen van het bekken en delen van de achterpoten. Drie andere specimina zijn aan de soort toegewezen als paratypen. Specimen PVSJ 568 bestaat uit een fragmentarische schedel, de atlas en draaier van de nek, een reeks middelste staartwervels; en de rechterachterpoot. PVSJ 569 betreft een juveniel dier van 1,8 meter lang. De achterste helft is bewaardgebleven van de tweede sacrale wervel af. Het omvat een reeks van zesenveertig staartwervels. Specimen PVSJ 570 bestaat uit twee opperarmbeenderen en een tweede sacrale wervel. Samen tonen de vier exemplaren bijna het complete skelet.

## Beschrijving

### Grootte en onderscheidende kenmerken
In 2010 schatte Gregory S. Paul de lichaamslengte van Adeopapposaurus op drie meter, het gewicht op zeventig kilogram.
Martínez stelde twee autapomorfieën, nieuwe afgeleide eigenschappen vast. De buitenste zijkant van het voorste snuitbot, de praemaxilla, wordt doorboord door een min of meer verticale reeks foramina. Op het voorste uiteinde van de buitenzijde van het dentarium van de onderkaak bevindt zich een verruwing met daarvoor een uitsteeksel doorboord door een min of meer vericale rij foramnina. Zulke gaten en oneffenheden op de boven- en onderkaken deden Martínez vermoeden dat het dier een grote hoornsnavel droeg. Het bestaan daarvan was nog in 2007 door Peter Malcolm Galton ontkend. Ook na 2009 is het bestaan van zulk een snavel omstreden. Martïnez vond een alternatieve verklaring, dat de verruwingen de aanhechting aren van lippen, niet aannemelijk omdat reptielen daarvoor de gezichtsmusculatuur zouden missen.
Daarnaast was er een unieke combinatie van twee op zich niet unieke kenmerken. Er zijn elf langwerpige halswervels. Er zijn dertien ruggenwervels met doornuitsteeksels die hoger zijn dan de wervelcentra lang.

### Skelet

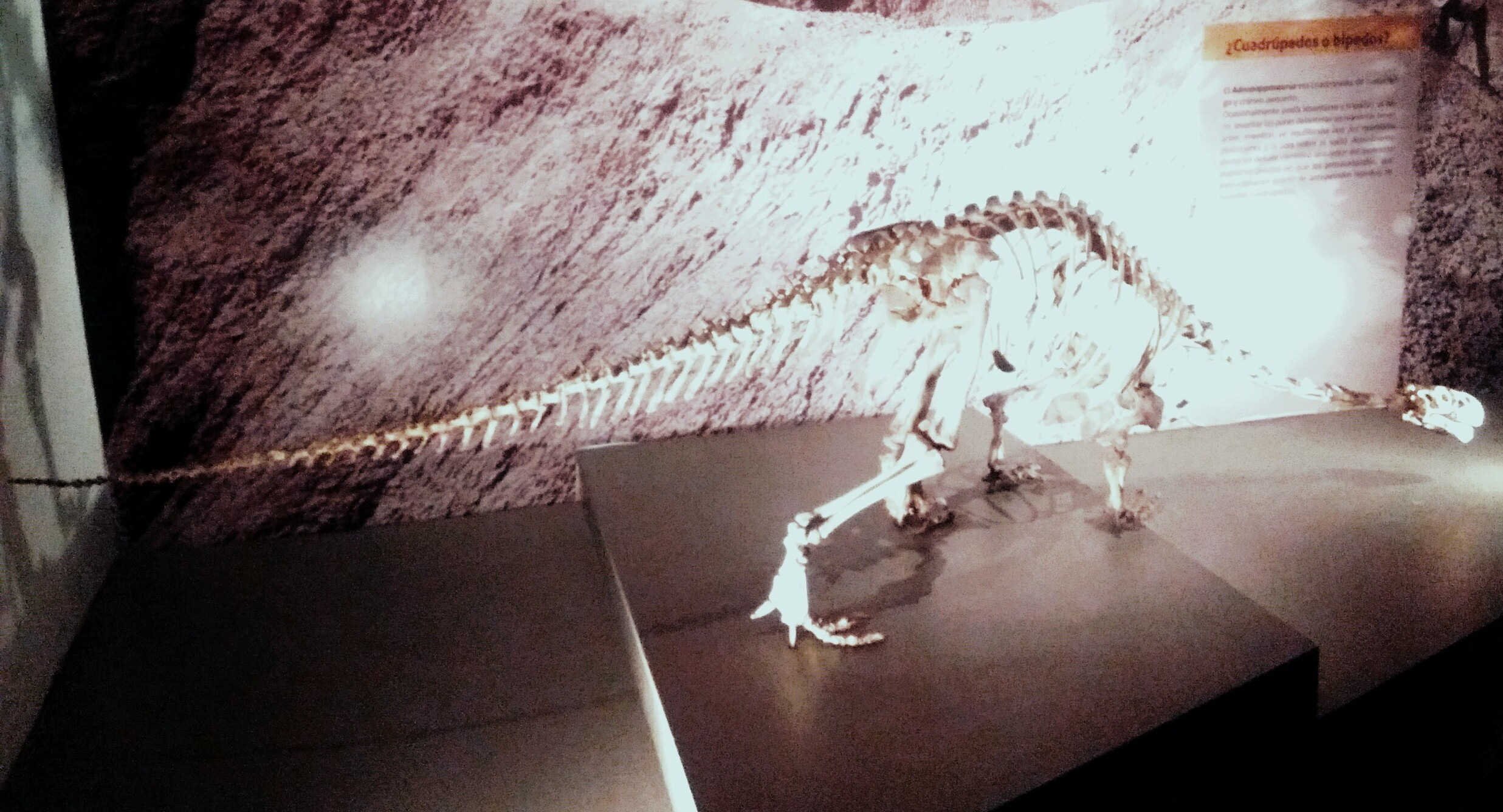
Een skeletmodel van Adeopapposaurus

De schedel van Adeopapposaurus is in zijaanzicht recht, langwerpig en sterk afgeplat. In bovenaanzicht is de schedel breed ter hoogte van de oogkassen. De zijkanten krommen geleidelijk naar de snuit waarvan het voorste deel vrij plots recht afgesneden is, een snuitpunt vormend die matig breed is en licht bol. Ook in zijaanzicht is de snuitpunt voor een stuk recht; daarboven begint een geleidelijke kromming naar het schedeldak. De onderrand van de bovenkaak kromt ook geleidelijk naar boven toe. Het geheel van de snuit lijkt dus weinig op de kern van een bovensnavel. Dat wordt nog versterkt doordat de vier tanden in de praemaxilla zeer groot zijn, lang en haast dolkvormig met een duidelijke buiging naar achteren en een scherpe punt. De vijftien tanden in het bovenkaaksbeen zijn wat kleiner en minder gebogen. Ze overlappen elkaar wat.
In de onderkaak staan achttien tot twintig tanden. Ze hellen wat naar voren. De vijf voorste zijn langer en staan ver uiteen; de meer achterste overlappen elkaar. De onderkaak is achteran relatief laag en het kaakgewricht heeft daardoor weinig ruimte om nog lager uit te komen dan de tandrij. Vooraan is de onderkaak opvallend hoog, met een "kin", maar buigt naar beneden. Een volledige occlusie met de bovenkaak moet vooraan onmogelijk zijn geweest en een snavel kan dit hebben opgevangen.
Twee sleutelbeenderen zijn geïdentificeerd. Het zijn lange botten met een ronde dwarsdoorsnede.
De voorpoot is relatief kort. Desalniettemin werd een viervoetige gang aangenomen. Martínez noemt het opperarmbeen "lichtgebouwd en delicaat". Dat geldt dan vooral de ingesnoerde schacht. Bovenaan bevindt zich een krachtige deltopectorale kam, 41% van de schachtlengte beslaand, en ook onderaan is er een flinke verbreding waarbij de gewrichtsknobbels gescheiden zijn door een diepe trog. De ellepijp heeft 72% van de lengte van het opperarmbeen en bezit een goed ontwikkeld processus olecrani. De hand is breed en uitgerust met een matig grote duimklauw. De formule van de vingerkootjes is 2-3-4-3-2.

## Fylogenie
Een kladistische analyse had als uitkomst had dat Adeopapposaurus een basale sauropodomorf was en het zustertaxon van Massospondylus, waarvan het onder andere verschilde door de verandering van functie van de voorste ruggenwervel in een halswervel: het is die extra lengte waar de naam een toespeling op is. Adeopapposaurus is de meest complete basale sauropodomorf die uit Zuid-Amerika bekend is.